# Allenia fusca
Allenia fusca là một loài chim thuộc chi đơn loài Allenia trong họ Mimidae.

## Hình ảnh

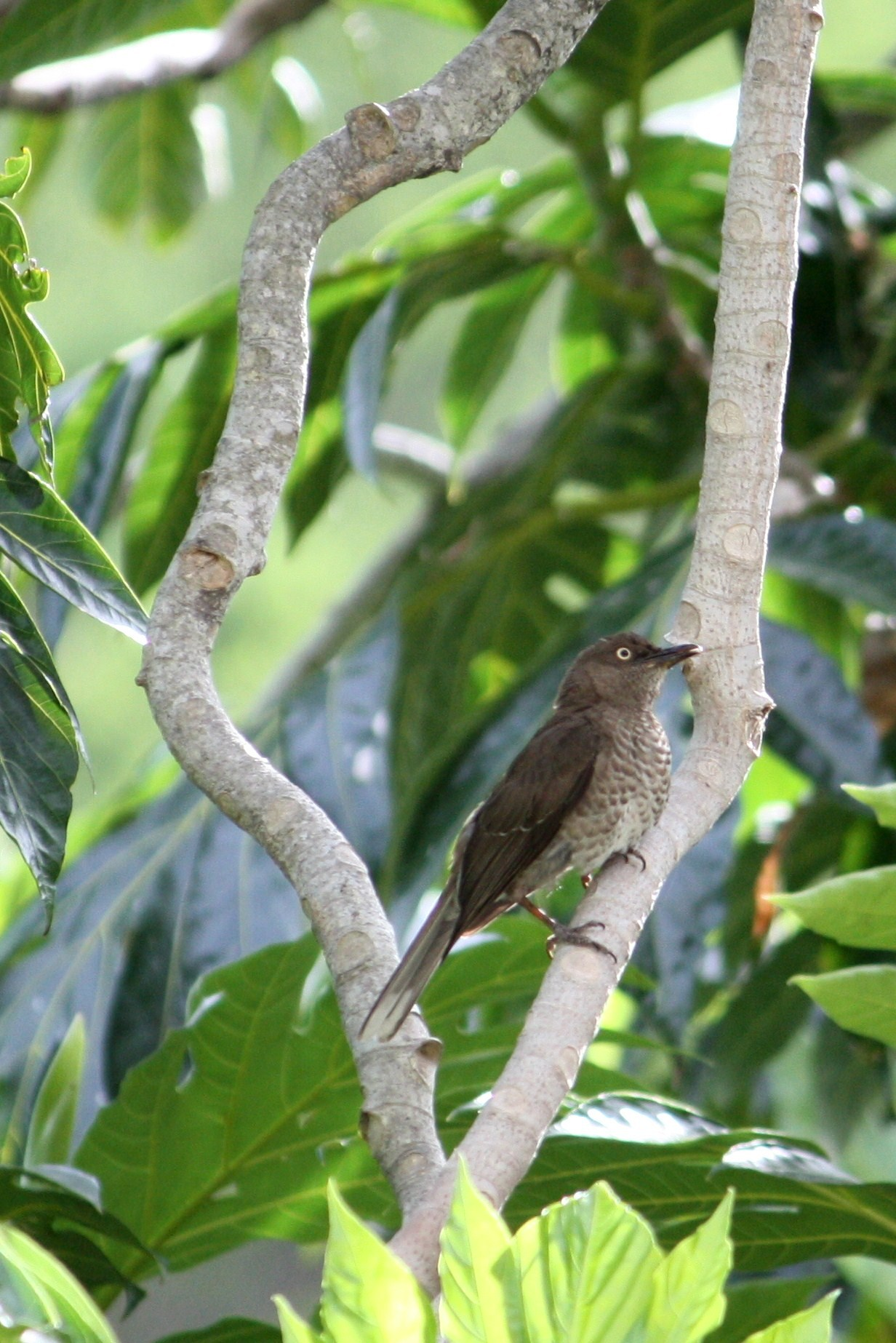
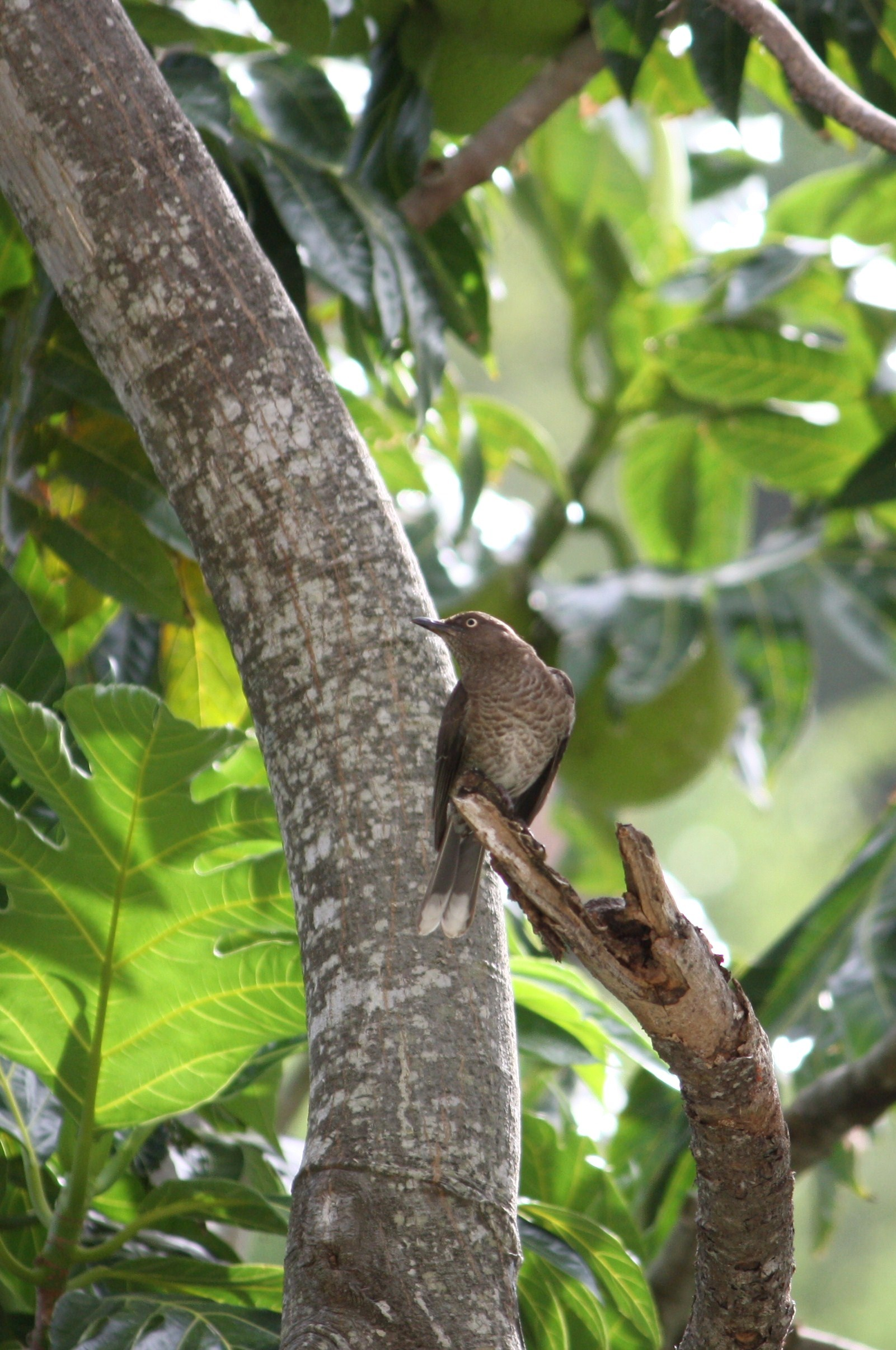